# Ilona Semkiv
Ilona Semkiv –en ucraniano, Ілона Семків– (21 de septiembre de 1994) es una deportista ucraniana que compite en lucha libre. Ganó una medalla de plata en el Campeonato Europeo de Lucha de 2017, en la categoría de 48 kg.

## Palmarés internacional
| Campeonato Europeo | Campeonato Europeo | Campeonato Europeo | Campeonato Europeo |
| Año                | Lugar              | Medalla            | Categoría          |
| ------------------ | ------------------ | ------------------ | ------------------ |
| 2017               | Novi Sad (Serbia)  | Medalla de plata   | 48 kg              |